# Тамбре (річка)
Та́мбре (ісп. Tambre) — річка на північному заході Іспанії, на заході Галісії. Довжина — 134 км. Площа басейну — 1531 км². Бере початок у муніципалітеті Собрадо, Ла-Корунья. Протікає через такі муніципалітети: Куртіс, Віласантар, Бойморто, Месія, Фрадес, Арсуа, О-Піно, Оросо, Ордес, Трасо, Тордойя, Сантьяго-де-Компостела, Валь-до-Дубра, Амес, Ла-Банья, Бріон, Негрейра, Оутес, Масарікос, Нойя і Лоусаме. Впадає до Атлантичного океану в районі Муросько-Нойської рії. Ліві притоки — Мера, Сіонлья; праві притоки — Марузо, Само, Ленгуелє, Дубра, Баркала. На річці розташована гідроелектростанція Тамбре. Латинська назва — Тама́ра (лат. Támaris). Від річки походить іспанська власна назва Трастамара (Затамар'я), що позначає землі на північ від річки Тамбре.